# I Don’t Know Anything
«I Don’t Know Anything» (с англ. — «Я ничего не знаю») — песня американской рок-группы Mad Season, выпущенная в 1995 году в виде сингла с альбома Above.
Песня записана музыкантами супергруппы Mad Season, в состав которой входили исполнители известных гранжевых групп: гитарист Майк Маккриди (Pearl Jam), вокалист Лейн Стэйли (Alice in Chains) и барабанщик Баррет Мартин (Screaming Trees), а также малоизвестный блюзовый бас-гитарист Джон Сондерс. Сайд-проект был основан в конце 1994 года в результате знакомства Майка Маккриди и Джона Сондерса в реабилитационной клинике.
Альбом Above был записан зимой 1994 года и вышел 15 марта 1995 года. В поддержку альбома было выпущено три сингла: «River of Deceit», «I Don’t Know Anything» и «Long Gone Day». «I Don’t Know Anything» вышел в виде промозаписи, не предназначенной для продажи. Песня стала радиохитом, а сингл достиг 20 места в чарте Hot Mainstream Rock Tracks.
Песня «I Don’t Know Anything» впервые была исполнена 8 января 1995 года в ходе радиотрансляции, организованной участником группы Pearl Jam Эдди Веддером. Запись велась из подвала дома Веддера, а передача транслировалась по радио Self Pollution Radio и собрала участников многих сиэтлских групп. Mad Season исполнили две композиции — «Lifeless Dead» и «I Don’t Know Anything». В 2013 года видеозапись этого выступления была включена в подарочное издание альбома Above наряду с другими раритетными записями.
«I Don’t Know Anything» является одной из наиболее тяжёлых композиций на альбоме, выделяясь своим необычным звучанием. В журнале Rolling Stone её охарактеризовали как «двухтонный металлический грув» и назвали одним из многообещающих фрагментов альбома. Музыкальный сайт Consequence of Sound отметил жёсткие и тяжёлые риффы «I Don’t Know Anything», являющиеся частью «мрачно красивого гранжевого блюза», господствующего на Above.
1 июля 1995 года в журнале Billboard вышла рецензия на сингл «I Don’t Know Anything»:
Эта композиция гранжевой супергруппы демонстрирует нарочито механический подход к современному року. Голос вокалиста немного однообразен, что создаёт своеобразный гипнотический эффект. Опасная доза меланхолических мелодий соседствует с пассивно-агрессивными гитарными риффами. Рок, поджигающий мозг.Ларри Флик, Billboard